# ACN Press
ACN Press o Agencia Canaria de Noticias es una agencia de noticias española establecida en Canarias y que trata asuntos regionales, nacionales e internacionales que tengan relación con el archipiélago.
Es propiedad de un conjunto de empresarios canarios y se fundó en enero de 1998. Estableció el servicio de noticias en internet en 2006 y tiene firmado un acuerdo de cooperación empresarial con otras agencias españolas por el que se creó Interagencias.com.
Principal empresa de sindicación de contenidos informativos de Canarias. Líder en información, producción audiovisual y comunicación corporativa en Canarias. Equipo profesional, sedes centrales en Las Palmas de Gran Canaria y Santa Cruz de Tenerife, delegados en todas las Islas y corresponsales en Europa, África y América Latina. Comunicación integral en todas sus vertientes y en todos los formatos.
Misión: Vocación de servir información continua y en tiempo real, desde Canarias para el mundo, en todos los formatos (texto, fotografías, audio y vídeo).
Productos:	
- Agencia Canaria de Noticias.
- Productora Audiovisual. Elaboración de contenidos.
- División GPC: Gabinete de Prensa y Comunicación.
- Servicios Multimedia: ACN Media
- www.lasnoticiasdecanarias.com